# Bouix
Bouix település Franciaországban, Côte-d’Or megyében. Lakosainak száma 151 fő (2022. január 1.). Bouix Gomméville, Poinçon-lès-Larrey, Pothières, Cérilly, Étrochey, Larrey, Molesme és Noiron-sur-Seine községekkel határos.

## Népesség
A település népességének változása:
| Lakosok száma | 196  | 179  | 181  | 167  | 156  | 159  | 156  | 152  | 150  | 151  |
|               | 1968 | 1982 | 1990 | 2006 | 2013 | 2015 | 2017 | 2019 | 2020 | 2022 |